# Rakevní portrét
Rakevní portrét je portrét zemřelé osoby, který je obvykle namalován na pěti- nebo šestiúhelníkovém štítu. Patří k polské pohřební tradici sarmatismů od 17. století.
Během pohřebních obřadů polského šlechtice byly portréty umístěny v čele rakve na straně, kde byla hlava zesnulého, ale odstraněny byly ještě před pohřbem. Na stranách rakve byly umístěny erbové štíty. Po pohřbu byl rakevní portrét umístěn na zdi kostela. Na opačné straně rakve byl umístěný epitaf zemřelého.
Tyto portréty byly vyrobeny provinčními malíři naturalistickým způsobem. Často byly vytvořeny během života zesnulých šlechticů. Byly malované olejovými barvami na cínovém nebo měděném plechu. Portréty byly velmi realistické, s úmyslem vytvořit dojem, že zesnulý se účastní vlastního pohřbu.
Nejstarší dochovaný rakevní portrét ukazuje polského krále Štěpána Báthoryho a pochází z konce 16. století.

## Bibliografie

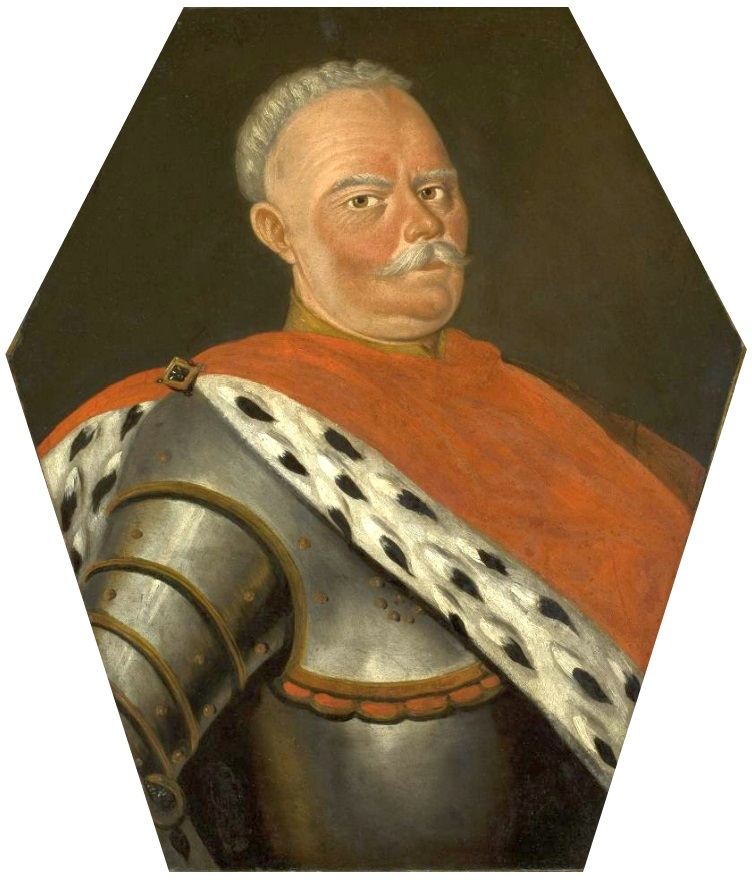
Bogusław Unrug
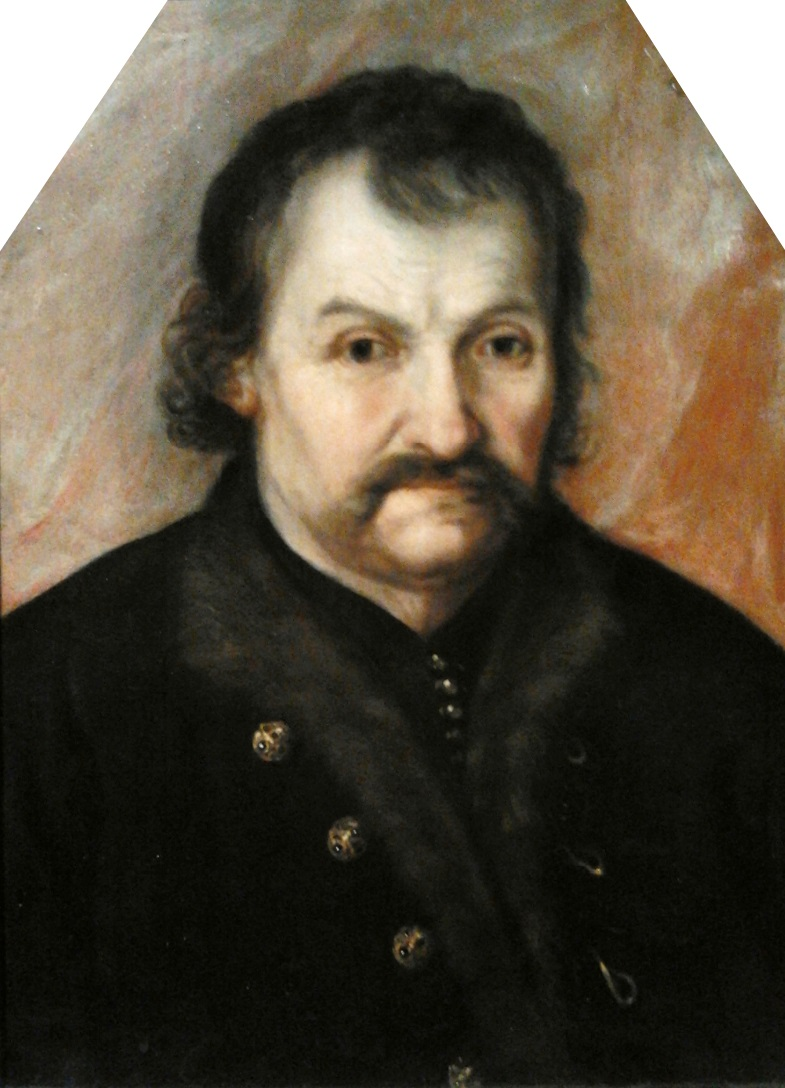
Jan Motczyński
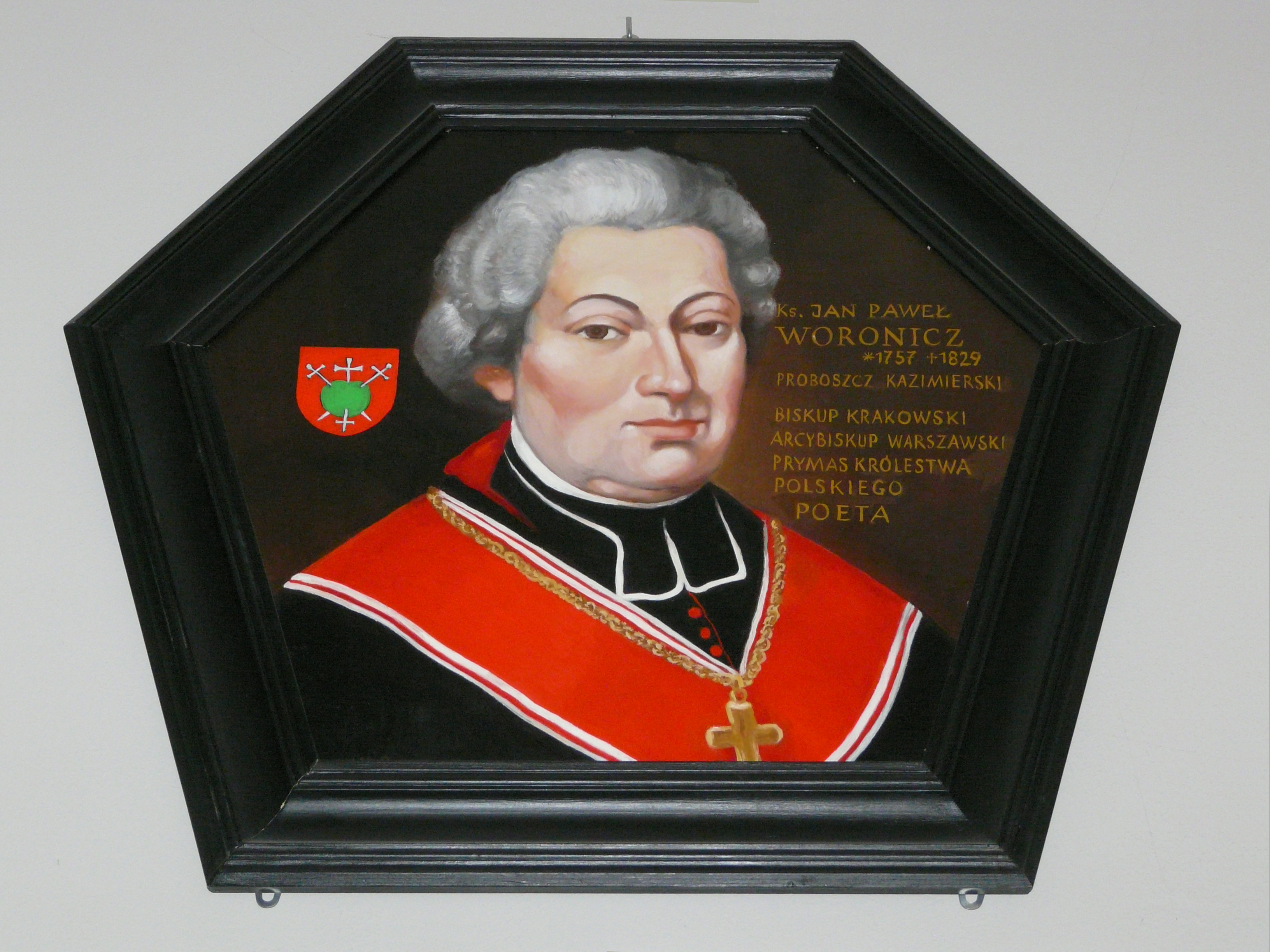
Jan Paweł Woronicz
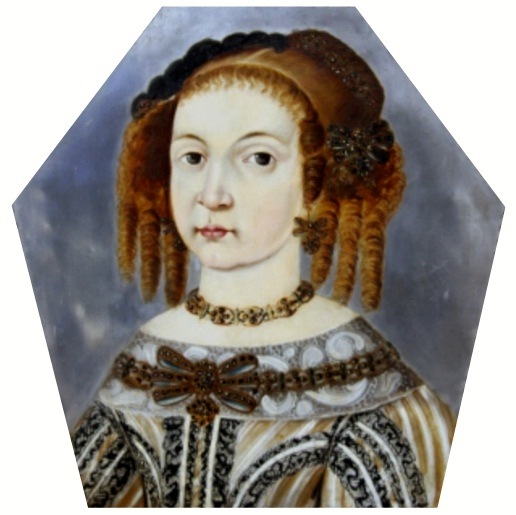
Ewa Bronikowska
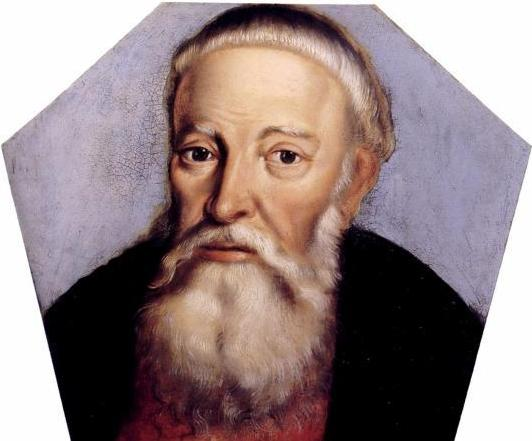
Neznámý z Olkuše
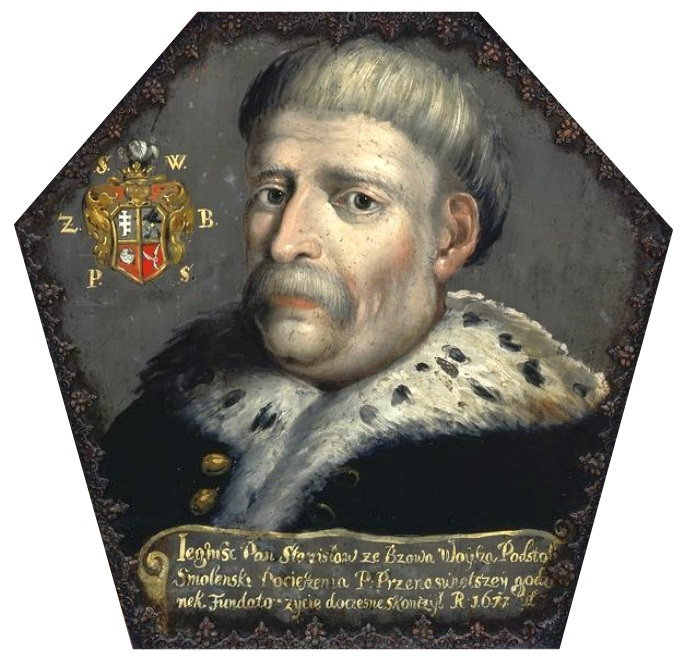
Stanisław Woysza